# Dotnuvėlė
Dotnuvėlė – rzeka na Litwie, w Auksztocie, w dorzeczu Niemna, prawy dopływ Niewiaży; przepływa przez Datnów, uchodzi w Kiejdanach.